# 英格蘭文藝復興
英格蘭文藝復興是一场文化运动和艺术运动，发生在15世纪末、16世纪和17世纪初的英格兰。英格兰文艺复兴运动与始于14世纪末的意大利的歐洲大陸的文艺复兴有关。在文艺复兴開展一个多世纪后，随着北方文藝復興运动的发展，英格蘭文藝復興才開始。16世纪下半叶的伊丽莎白时代通常被视作英格蘭文藝復興的鼎盛階段。
英格兰文艺复兴与義大利文藝復興存在多方面不同。英格兰文艺复兴运动期間，文学和音乐作品比較引人注目。英格兰文艺复兴期間的視覺藝術作品的地位远不如義大利文藝復興期間的視覺藝術作品。